# Trachinotus coppingeri
Trachinotus coppingeri es una especie de peces de la familia Carangidae en el orden de los Perciformes.

## Distribución geográfica
Se encuentra en el este de Australia.